# Feldschütze
Die Feldschützen (auch Feldschütze, Flurhüter, Flurwärter, Flurschützen oder Feldhüter) ist die Bezeichnung für einen historischen Truppenteil des ausgehenden Mittelalters und später für angestellte Personen von Gemeinden zum Schutz der Felder und Flure.

## Truppenteil
Zu Beginn des 16. Jahrhunderts, als die Artillerie noch keine Waffengattung, sondern eine Zunft war, bezeichnete man die Artilleristen als Feldschützen, im Gegensatz zu den Büchsenmeistern, die die Mauerbrecher bedienten, und zu den Feuerwerkern, die die Böller unter sich hatten. In Adelungs Grammatisch-kritisches Wörterbuch der Hochdeutschen Mundart von 1796 heißt es dazu: Ehedem pflegte man auch die Büchsenmeister, Constabler und Kanonier Feldschützen zu nennen.

## Flurwärter
Feldschützen sind Flurwärter, denen die Sicherheit auf den Feldern oblag, die landwirtschaftlich genutzt wurden. Sie sollten potenzielle Diebe davon abhalten, Gemüse und Obst zu entwenden oder tatsächliche Diebe auf frischer Tat stellen. Die Feldschützen waren mit einem Gewehr, später Pistole, bewaffnet und bis in die 1970er Jahre mit diesem Aufgabenschwerpunkt im Einsatz. Andere regionale und örtliche Bezeichnungen sind Flurschütz, in Bayern Flurer oder Escher, im alemannischen Raum Bannwart, in Schwaben Feldhirt, im Südtiroler Burggrafenamt Saltner, an andern Orten Feldvogt, Feldwächter, Pfändemann, Pfänder. Regulatorische Grundlage hierfür bildete z. B. in Rheinland-Pfalz die Dienstanweisung für die Feldschützen im Gebiet des Volksstaat Hessen, die noch 1954 unverändert in Kraft war.
Im Großherzogtum Oldenburg war die Funktion der Feldhüter als untere Polizeibedienstete durch eine Instruktion von 1832 verbindend für alle Kirchspiele geregelt. Danach sollten die Feldhüter als Uniform einen blauen Überrock mit weißen, metallenen Knöpfen tragen sowie als Bewaffnung ein Gewehr mit sich führen. Sie unterstanden dem Kirchspielvogt und mussten auf Ersuchen das Landdragonerkorps in seiner Funktion als Staatspolizei unterstützen.
Auch heute noch obliegt diesen kommunalen Ordnungskräften die Überwachung unberechtigter Nutzung von Wirtschaftswegen. Darüber hinaus soll durch den Feldschutz der illegalen Müllentsorgung vorgebeugt werden. Durch die Präsenz in den Gemarkungen kann der heute wieder zunehmende Diebstahl landwirtschaftlicher Spezialkulturen und die mutwillige Verwüstung landwirtschaftlicher Flächen erfolgreich reduziert werden.